# 藤原孝夫
藤原 孝夫（ふじわら たかお、1896年（明治29年）11月20日 - 1983年（昭和58年）5月8日）は、日本の内務官僚。官選山梨・千葉・神奈川県知事。

## 来歴・人物
岡山県岡山市西古松に藤原祐三郎の長男として生まれる。岡山中学、第六高等学校を経て、1920年7月、東京帝国大学法学部政治学科を卒業。内務省に入り山口県属となり内務部農務課に配属。1920年10月、高等試験行政科試験に合格。
以後、1922年（大正11年）6月富山県理事官・内務部学務課長、同県視学官、1925年（大正14年）5月京都府内務部地方課長、岐阜県学務部長などを歴任し、1931年12月、復興事務局書記官・経理課長に就任した。1932年4月、内務事務官・大臣官房都市計画課勤務となり、さらに、衛生局保健課長、大臣官房会計課長を務めた。
1937年（昭和12年）7月7日、山梨県知事に任命され、以後、傷兵保護院計画局長、厚生省労働局長、内務省警保局長、千葉県知事、軍事保護院副総裁を歴任。1944年8月、神奈川県知事に発令され、1946年1月まで在任。同年9月に公職追放となった。
追放解除後は、厚生省中央環境衛生適正化審議会長、合同物産社長、学校法人東邦大学理事長などを務めた。1983年5月8日死去。享年86。

## 親族
- 娘婿 奥野誠亮（文部大臣・法務大臣・国土庁長官）
- 孫 奥野信亮（自由民主党衆議院議員）

## 著書
- 『戦力増強と軍人援護』日本経国社、1945年。